# کلرمادینون استات
کلرمادینون استات (انگلیسی: Chlormadinone acetate) که با نام‌های تجاری بلارا (Belara) و پروستال (Prostal) نیز به فروش می‌رسد نوعی داروی پروژستینی و آنتی آندروژن است که به عنوان قرص پیشگیری از بارداری و نیز به عنوان بخشی از درمان هورمونی یائسگی و نیز در درمان هیپرپلازی خوش‌خیم پروستات و سرطان پروستات کاربرد دارد.